# Dolni Tsibar
Dolni Tsibar (Bulgaars: Долни Цибър) is een dorp in het noordoosten van Bulgarije. Het dorp is gelegen in de gemeente Valtsjedram, oblast Montana. Het dorp ligt 51 km ten noordoosten van Montana en 125 kilometer ten noorden van Sofia. 

## Bevolking
Op 31 december 2020 telde het dorp Dolni Tsibar 1.498 inwoners. In tegenstelling tot naburige nederzettingen in de regio Noordoost-Bulgarije is de bevolking van Dolni Tsibar in de twintigste eeuw continu toegenomen. 
| Bevolkingsontwikkeling tussen 1934 en 2020          |
| --------------------------------------------------- |
|                                                     |
| Bron: Nationaal Statistisch Instituut van Bulgarije |

In het dorp wonen voornamelijk etnische Roma. In de optionele volkstelling van 2011 identificeerden 1.216 van de 1.501 respondenten zichzelf als etnische Roma, oftewel 81%. Hiermee heeft het dorp Dolni Tsibar een van de hoogste concentratie van etnische Roma in Bulgarije. De overige inwoners waren vooral etnische Bulgaren.
| Etnische samenstelling van de respondenten (2011) | Etnische samenstelling van de respondenten (2011) | Etnische samenstelling van de respondenten (2011) | Etnische samenstelling van de respondenten (2011) | Etnische samenstelling van de respondenten (2011) |
| ------------------------------------------------- | ------------------------------------------------- | ------------------------------------------------- | ------------------------------------------------- | ------------------------------------------------- |
|                                                   |                                                   |                                                   |                                                   |                                                   |
| Bulgaren                                          | Bulgaren                                          |                                                   | 17,7%                                             | 17,7%                                             |
| Turken                                            | Turken                                            |                                                   | 0,7%                                              | 0,7%                                              |
| Roma                                              | Roma                                              |                                                   | 81,0%                                             | 81,0%                                             |
| Anders/Onbekend                                   | Anders/Onbekend                                   |                                                   | 0,6%                                              | 0,6%                                              |